# Lucas Bergström
Lucas Carl Edvard Bergström (* 5. září 2002) je finský profesionální fotbalista, který hraje na pozici brankáře za anglický klub Chelsea FC a finský národní tým.

## Klubová kariéra

### Chelsea
Bergström přestoupil do týmu Premier League Chelsea z týmu TPS v roce 2018. Svůj mládežnický debut si odbyl v posledním zápase sezóny 2018/19 proti Readingu a profesionálem se stal v září 2019. Dne 14. září 2021 byl Bergström jmenován mezi náhradníky pro domácí zápas skupiny Ligy mistrů proti Zenitu Petrohrad. V roce 2023 Bergström odcestoval do USA v rámci letní série Premier League. Na začátku sezóny Premier League 2023/24 se Marcus Bettinelli a Robert Sánchez zranili, což umožnilo Bergströmovi být několikrát nominován do zápasů.

#### Hostování v Peterborough United
V červenci 2022 byl Bergström poslán na hostování do Peterborough United v League One. 30. července debutoval v profesionální kariéře při výhře 3:2 v zápase proti Cheltenhamu Town. Bergström dokázal ve 28 zápasech ve všech soutěžích vychytat 9 čistých kont.

## Reprezentační kariéra
Bergström reprezentoval Finsko na úrovních do 16 a 17 let. V letech 2021 až 2022 byl povoláván do týmu do 21 let před kvalifikací na Mistrovství Evropy ve fotbale hráčů do 21 let 2023.
Dne 9. ledna 2023 debutoval Bergström ve finském národním fotbalovém týmu, když nastoupil v přátelském utkání proti Švédsku. Švédsko vyhrálo zápas 2:0.

## Statistiky

### Klubové
Platí k zápasu hranému 10. prosince 2022.
| Klub                            | Sezóna            | Liga              | Liga   | Liga | Národní pohár | Národní pohár | Ligový pohár | Ligový pohár | Kontinentální | Kontinentální | Ostatní | Ostatní | Celkově | Celkově |
| Klub                            | Sezóna            | Soutěž            | Zápasy | Góly | Zápasy        | Góly          | Zápasy       | Góly         | Zápasy        | Góly          | Zápasy  | Góly    | Zápasy  | Góly    |
| ------------------------------- | ----------------- | ----------------- | ------ | ---- | ------------- | ------------- | ------------ | ------------ | ------------- | ------------- | ------- | ------- | ------- | ------- |
| Chelsea U21                     | 2020/21           | —                 | —      | —    | —             | —             | —            | —            | —             | —             | 2       | 0       | 2       | 0       |
| Chelsea U21                     | 2021/22           | —                 | —      | —    | —             | —             | —            | —            | —             | —             | 1       | 0       | 1       | 0       |
| Chelsea                         | 2022/23           | Premier League    | 0      | 0    | 0             | 0             | 0            | 0            | 0             | 0             | 0       | 0       | 0       | 0       |
| Peterborough United (hostování) | 2022/23           | League One        | 21     | 0    | 3             | 0             | 1            | 0            | —             | —             | 3       | 0       | 28      | 0       |
| Celkově v kariéře               | Celkově v kariéře | Celkově v kariéře | 21     | 0    | 3             | 0             | 1            | 0            | 0             | 0             | 6       | 0       | 31      | 0       |